# Gause
Gause è una comunità non incorporata degli Stati Uniti d'America della contea di Milam nello Stato del Texas. Secondo l'Handbook of Texas, la comunità aveva una popolazione stimata di 400 abitanti nel 2000.

## Geografia fisica
Gause è situata a 30°47′07″N 96°43′17″W (30.7851923, -96.7213641). Si trova lungo la U.S. Highway 79/190, sedici miglia a sud-est di Cameron e ventinove miglia ad ovest di Bryan/College Station.

## Storia
La comunità prende il nome da William J. Gause, un colono che si trasferì nella zona nel 1872. Nel 1873, diede il diritto di accesso alla sua terra alla International-Great Northern Railroad (I&GN). Ciò ha causato la crescita della zona e l'apertura di un ufficio postale nel 1874. Nel 1876 fu costruita una scuola che raddoppiò come chiesa. Gause aveva circa 300 residenti nel 1884 e due sgranatrici di cotone alimentate a vapore e due chiese. Gause era un punto di spedizione per gli agricoltori della contea di Milam che spedivano mais, cotone e olio di semi di cotone. Il Gause Independent School District fu fondato nel 1905.
La popolazione raggiunse il suo apice intorno al 1915, quando vivevano 1.000 persone nella comunità. Gause diminuì lentamente nei decenni successivi. La sua banca fu interrotta nel 1927 dopo 17 anni di attività. La combinazione di un calo del numero di aziende a Gause e dell'introduzione dell'automobile fece precipitare ulteriormente l'economia locale. Negli anni 1960, la comunità contava 278 residenti, in calo rispetto ai 750 negli anni 1940. La popolazione iniziò a rimbalzare verso la fine degli anni 1980, poiché sempre più persone sceglievano di vivere a Gause e di trasferirsi in posti di lavoro nei vicini stabilimenti industriali. Nel 1990, Gause aveva 400 residenti e otto aziende. Il numero della popolazione rimase invariata anche nel 2000. Nonostante il suo status di non incorporata, Gause continua ad avere un ufficio postale funzionante (codice di avviamento postale: 77857).

## Cultura

### Istruzione
L'educazione pubblica nella comunità di Gause è fornita dal Gause Independent School District. Il distretto gestisce un singolo campus che serve circa 150 studenti in età prescolare fino agli otto anni.